# Куро, Клотильда
Клоти́льда, принцесса Венецианская и Пьемонтская  (фр. Clotilde, Princess of Venice and Piedmont), в девичестве — Клотильда Мари́ Паска́ль Куро (фр. Clotilde Marie Pascale Courau; 3 апреля 1969, О-де-Сен, Франция) — французская актриса, принцесса Венецианская и Пьемонтская, супруга принца Эммануила Савойского.

## Биография
Клотильда Мари Паскаль Куро родилась 3 апреля 1969 года в О-де-Сене (Франция) в семье инженера Жан-Клода Куро (род. 1942) и учительницы Катрин дю Понтавис дэ Ренардьер (род. 1948). У Клотильды есть три сестры: Камиль, Кристин и Капюсин Куро.
В 1988—2011 годах сыграла в 38 фильмах и телесериалах. В 2007 году она сыграла роль матери Эдит Пиаф Аннетты Майяр в фильме «Жизнь в розовом цвете».
С 25 сентября 2003 года Клотильда Куро замужем за Эммануилом Филибертом Савойским, принцем Венеции (родился в 1972), с которым она была помолвлена два месяца до свадьбы. У супругов есть две дочери — Виттория Кристина Аделаид Кьяра Мария, принцесса Савойская (родилась 28.12.2003) и Луиза Джованна Агата Гавина Бианка Мария, принцесса Савойская (родилась 16.08.2006).